# フルトン郡 (イリノイ州)
フルトン郡（英: Fulton County）は、アメリカ合衆国イリノイ州の西部に位置する郡である。2010年国勢調査での人口は37,069人であり、2000年の38,250人から3.1％減少した。郡庁所在地はルイスタウン市（人口2,384人）であり、同郡で人口最大の都市はカントン市（人口14,704人）である。
フルトン郡はその全体でカントン小都市圏を構成している。ルイスタウン、カントン両市はピオリア市の南西に位置し、ピオリア広域都市圏の一部と考えられる。それにも拘わらずフルトン郡は「フォゴットニア」（イリノイ州西部の遠隔の地）に属すると見なされている。

## 歴史
フルトン郡は1823年にパイク郡から分離して設立された。郡名は蒸気船の発明者ロバート・フルトンに因んで名付けられた。著名な詩人、作家のエドガー・リー・マスターズが若年時代を過ごした所であり、1915年に『スプーン川アンソロジー』を書いた。第二次世界大戦時はキャンプ・エリスがあった。
毎年10月の始めの2週間週末にはスプーン川景観ドライブの祭が行われている。1968年から始められ、毎年郡中から多くの観衆を集めている。

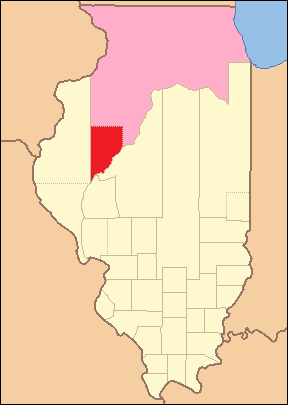
1823年創設時から1825年までの郡領域、州北側の広大な未編入領域が付設された
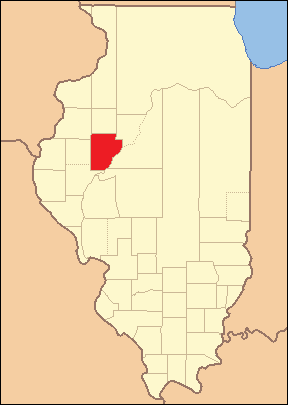
未編入領域が新郡になった1825年から現在

## 地理
アメリカ合衆国国勢調査局に拠れば、郡域全面積は882.57平方マイル (2,285.8 km2)であり、このうち陸地865.60平方マイル (2,241.9 km2)、水域は16.98平方マイル (44.0 km2)で水域率は1.92％である。郡内最小の町マーブルタウンには1軒の家があるだけである。
ディクソン・マウンズ博物館は、イリノイ川バレーにおけるインディアンの生活を展示する州立博物館である。

### 交通

#### 主要高規格道路
| - アメリカ国道24号線 - アメリカ国道136号線 - イリノイ州道9号線 - イリノイ州道41号線 - イリノイ州道78号線 | - イリノイ州道95号線 - イリノイ州道97号線 - イリノイ州道100号線 - イリノイ州道116号線 |

#### 空港
カントン市には公共用途空港であるインガソル空港がある (CTK)。

### 隣接する郡
- ノックス郡 - 北
- ピオリア郡 - 北東
- テイズウェル郡 - 東
- メイソン郡 - 南
- スカイラー郡 - 南西
- マクドナウ郡 - 西
- ウォーレン郡 - 北西

### 国立保護地域
- エミコン国立野生生物保護区

## 気候と気象
近年、郡庁所在地であるルイスタウン市の平均気温は1月の14°F (-10 ℃) から7月の88°F (31 ℃) まで変化している。過去最低気温は1999年1月に記録された-30°F (-34 ℃) であり、過去最高気温は1983年7月に記録された106°F (41 ℃) である。月間降水量は1月の1.85インチ (47 mm) から5月の4.43インチ (113 mm) まで変化している。

## 人口動態

2000人口ピラミッド

以下は2000年国勢調査による人口統計データである。
| 基礎データ - 人口: 38,250人 - 世帯数: 14,877 世帯 - 家族数: 10,250 家族 - 人口密度: 17人/km2（44人/mi2） - 住居数: 16,240軒 - 住居密度: 7軒/km2（19軒/mi2） 人種別人口構成 - 白人: 95.12% - アフリカン・アメリカン: 3.60% - ネイティブ・アメリカン: 0.18% - アジア人: 0.24% - 太平洋諸島系: 0.02% - その他の人種: 0.29% - 混血: 0.55% - ヒスパニック・ラテン系: 1.25% 先祖による構成 - イギリス系：35.4％ - ドイツ系：24.9％ - アイルランド系：10.0％ 言語による構成 - 英語：98.1％ - スペイン語：1.2％ | 年齢別人口構成 - 18歳未満: 22.0% - 18-24歳: 8.7% - 25-44歳: 28.0% - 45-64歳: 23.0% - 65歳以上: 18.3% - 年齢の中央値: 39歳 - 性比（女性100人あたり男性の人口） - 総人口: 105.3 - 18歳以上: 104.5 世帯と家族（対世帯数） - 18歳未満の子供がいる: 28.6% - 結婚・同居している夫婦: 56.5% - 未婚・離婚・死別女性が世帯主: 8.8% - 非家族世帯: 31.1% - 単身世帯: 27.5% - 65歳以上の老人1人暮らし: 14.5% - 平均構成人数 - 世帯: 2.40人 - 家族: 2.90人 収入と家計 - 収入の中央値 - 世帯: 33,952米ドル - 家族: 41,193米ドル - 性別 - 男性: 31,800米ドル - 女性: 21,223米ドル - 人口1人あたり収入: 17,373米ドル - 貧困線以下 - 対人口: 9.9% - 対家族数: 7.3% - 18歳未満: 13.3% - 65歳以上: 6.9% |

## 郡区
フルトン郡は下記26の郡区に分割されている。
| - アストリア - バナー - バーナドット - バックハート - カントン - カス - ディアフィールド - エリスビル - フェアビュー | - ファーマーズ - ファーミントン - ハリス - イザベル - ジョシュア - カートン - リー - ルイスタウン - リバプール | - オリオン - プレザント - パットマン - ユニオン - バーモント - ウォーターフォード - ウッドランド - ヤングヒッコリー |

## 都市と町

### 都市
| - カントン - キューバ | - ファーミントン - ルイスタウン - 郡庁所在地 |

### 村
| - アストリア - エイボン - バナー - ブライアント - ダンファームライン - エリスビル | - フェアビュー - アイパバ - リバプール - ロンドンミルズ - マリエッタ | - ノリス - スミスフィールド - セントデイビッド - テーブルグローブ - バーモント |

### 未編入の町
| - バビロン - ビーティ - バーナドット - ブライトン - ブリーズ - ブレレトン - チェックロー - デプラースプリングス | - ダンカンミルズ - エニオン - フィアット - ジルクライスト - リーズバーグ - リトルアメリカ - マンリー - メイプルズミル | - マーブルタウン - ミドルグローブ - モンテレー - ポバティリッジ - ラワルツ - セポ - シービル - サマム |

## 選挙区
- アメリカ合衆国下院議員イリノイ州第17選挙区
- イリノイ州議会下院議員第91選挙区
- 同第94選挙区
- イリノイ州議会上院議員第46選挙区
- 同第47選挙区